# Heinz Hoenig

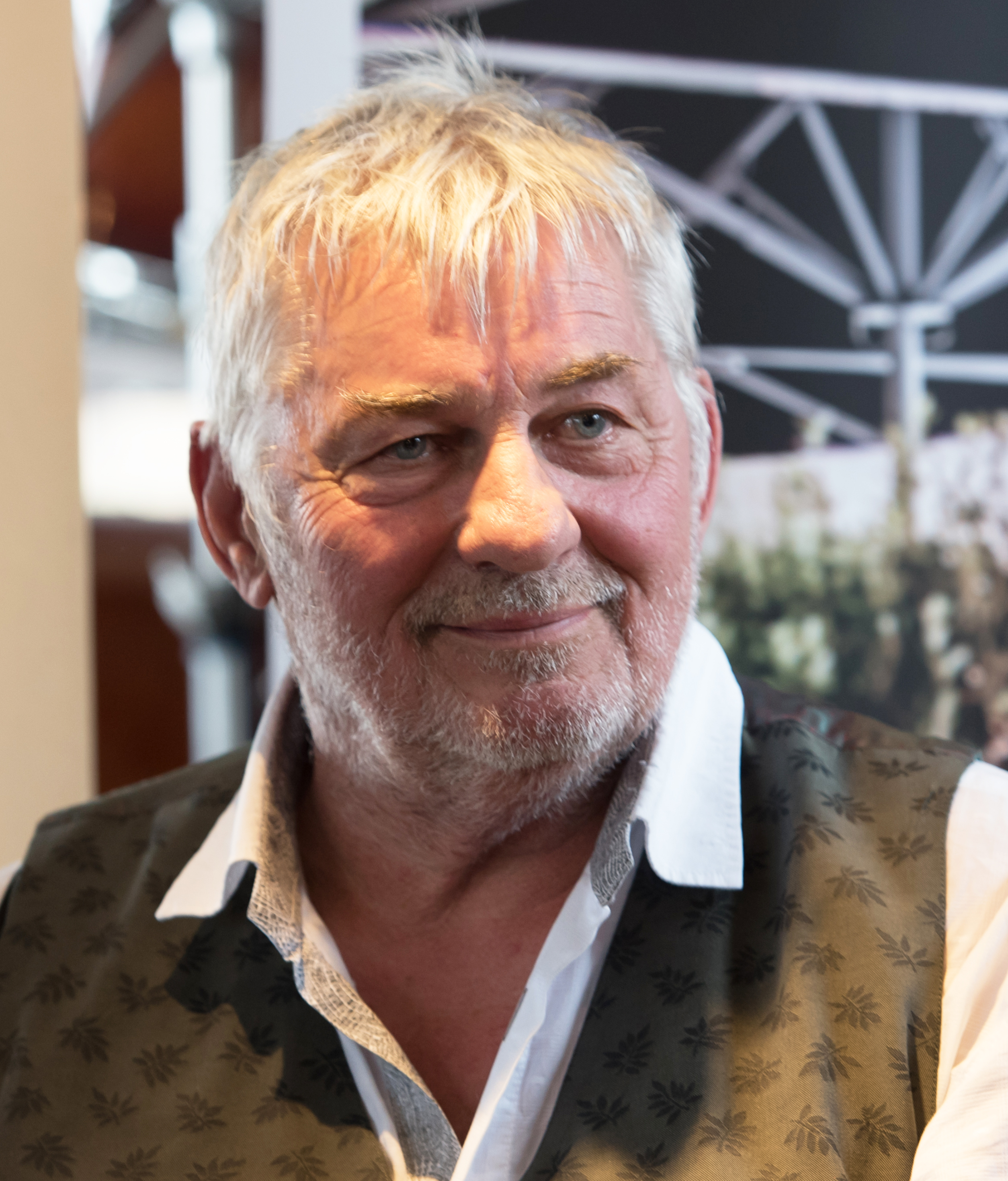
Heinz Hoenig (2018)

Heinz Hoenig (* 24. September 1951 in Landsberg am Lech) ist ein deutscher Schauspieler. Seinen Durchbruch als Filmschauspieler hatte er 1981 als Funkmaat Hinrich in Wolfgang Petersens Das Boot. Der Regisseur Dieter Wedel besetzte ihn u. a. in seinen Mehrteilern Der große Bellheim (1993), Der Schattenmann (1995), Der König von St. Pauli (1998) und Die Affäre Semmeling (2002). Neben seiner Mitwirkung in über 140 Film- und Fernsehproduktionen wirkte er in zahlreichen Theaterinszenierungen.

## Leben

### Frühe Jahre und Theater
Heinz Hoenig wurde als Sohn eines Kranführers geboren und wuchs in Harlingerode am Harz (heute ein Stadtteil von Bad Harzburg im Landkreis Goslar) auf. Er machte eine Schlosserlehre und arbeitete unter anderem als Silberschmied, Tischler, Imbiss-Mitarbeiter und Streetworker für das Antidrogenprojekt Release in Berlin. Nach einem Gastspiel von John Allens Theatre of All Possibilities ging er mit Allen in die USA, um bei ihm Schauspielunterricht zu nehmen. Von 1972 bis 1974 lebte er auf Allens Farm bei Santa Fe. Wieder zurück in Deutschland, spielte er am Berliner Grips-Theater. 1986 spielte er in dem Sam-Shepard-Stück Fool For Love am Schauspielhaus Zürich. 2015 spielte Hoenig bei den Bad Hersfelder Festspielen unter der Regie von Dieter Wedel in einer Inszenierung von William Shakespeares Die Komödie der Irrungen.

### Film und Fernsehen
Im Jahr 1975 gab Hoenig sein Filmdebüt in dem schwarzweißen Filmdrama Unter dem Pflaster ist der Strand von Helma Sanders-Brahms. Der Durchbruch gelang ihm 1981 durch Wolfgang Petersens Romanverfilmung Das Boot, in dem er den Funkmaat Hinrich spielte.

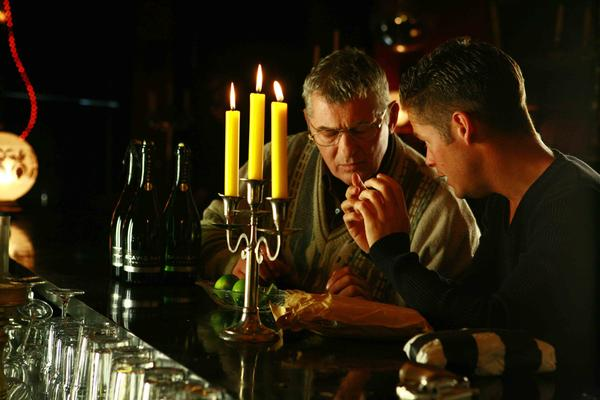
Heinz Hoenig bei der Arbeit zu Kopf oder Zahl mit Regisseur Benjamin Eicher, 2006

Hoenig arbeitete mehrmals mit dem Regisseur Dieter Wedel zusammen, der ihn in seinen Mehrteilern in einer der Hauptrollen besetzte. Seine Spielpartner in den Mehrteilern waren Mario Adorf und Stefan Kurt. 1992 spielte er in Der große Bellheim die Rolle des skrupellosen Spekulanten Rottmann. In Der Schattenmann von 1995 gab er den frühpensionierten Polizisten Erich „King“ Grobecker, im Sechsteiler Der König von St. Pauli verkörperte er 1998 den Nachtclubbesitzer Sugar, und 2002 übernahm er die Rolle des Fraktionschefs Axel Ropert in Die Affäre Semmeling. Für seine schauspielerischen Leistungen in den Wedel-Mehrteilern wurde er vielfach ausgezeichnet, u. a. erhielt er 1996 den Bayerischen Fernsehpreis und 1997 zusammen mit Dieter Wedel und Stefan Kurt den Adolf-Grimme-Preis für Der Schattenmann.
Von 1998 bis 2001 hatte er in der Sat.1-Krimireihe Stan Becker die Titelrolle eines ehemaligen Wuppertaler Polizeikommissars. Im März 2006 war Hoenig in der Auftaktfolge Rotkäppchen – Wege zum Glück der ProSieben-Märchenstunde an der Seite von Karl Dall und Christian Tramitz in einer komödiantischen Rolle als Finanzminister Eisenhans zu sehen. In Otto Waalkes’ Kinokomödien 7 Zwerge – Männer allein im Wald und 7 Zwerge – Der Wald ist nicht genug, die 2004 bzw. 2006 in die Kinos kamen, spielte er den Zwergenanführer und späteren König Brummboss. Dietmar Klein besetzte ihn 2006 für seinen Zweiteiler Rose unter Dornen als vermögenden Hotelier Simon Wahlberg an der Seite von Valerie Niehaus in der Hauptrolle. 2009 war er als tschetschenischer Arzt Milos in dem Filmdrama Kopf oder Zahl unter der Regie von Timo Joh. Mayer und Benjamin Eicher in der Hauptrolle auf der Kinoleinwand zu sehen.
Von 2008 bis 2016 übernahm er mehrfach Gastrollen in der ZDF-Reihe Das Traumschiff. Seit 2018 ist Hoenig unregelmäßig als Onkel Mike in der ZDF-Krimireihe Herr und Frau Bulle an der Seite von Alice Dwyer und Johann von Bülow zu sehen. Im Sommer 2019 nahm Hoenig als Kakadu verkleidet an der ersten Staffel der ProSieben-Sendung The Masked Singer teil. Er belegte den achten Platz von zehn Teilnehmern. Von November 2020 bis Januar 2021 war er als Hauptdarsteller in der TVNOW-Serie Verbotene Liebe – Next Generation als Robert Verhoven zu sehen. Im Dezember 2021 war er neben Mirja Boes, Oliver Pocher, Judith Williams, Wigald Boning, Eko Fresh und Uwe Ochsenknecht Teil der Sat.1-Comedy Märchenstunde, bei der Märchen – ähnlich wie bei der ProSieben-Märchenstunde – satirisch aufs Korn genommen werden.
Im Januar 2024 nahm er an der 17. Staffel der RTL-Reality-Show Ich bin ein Star – Holt mich hier raus! teil, in der er den achten Platz belegte.

### Musik
Im November 2001 erschien bei der Ariola das Album Familienbande, bei dem Hoenig zehn Schlagerlieder interpretierte.

### Soziales Engagement

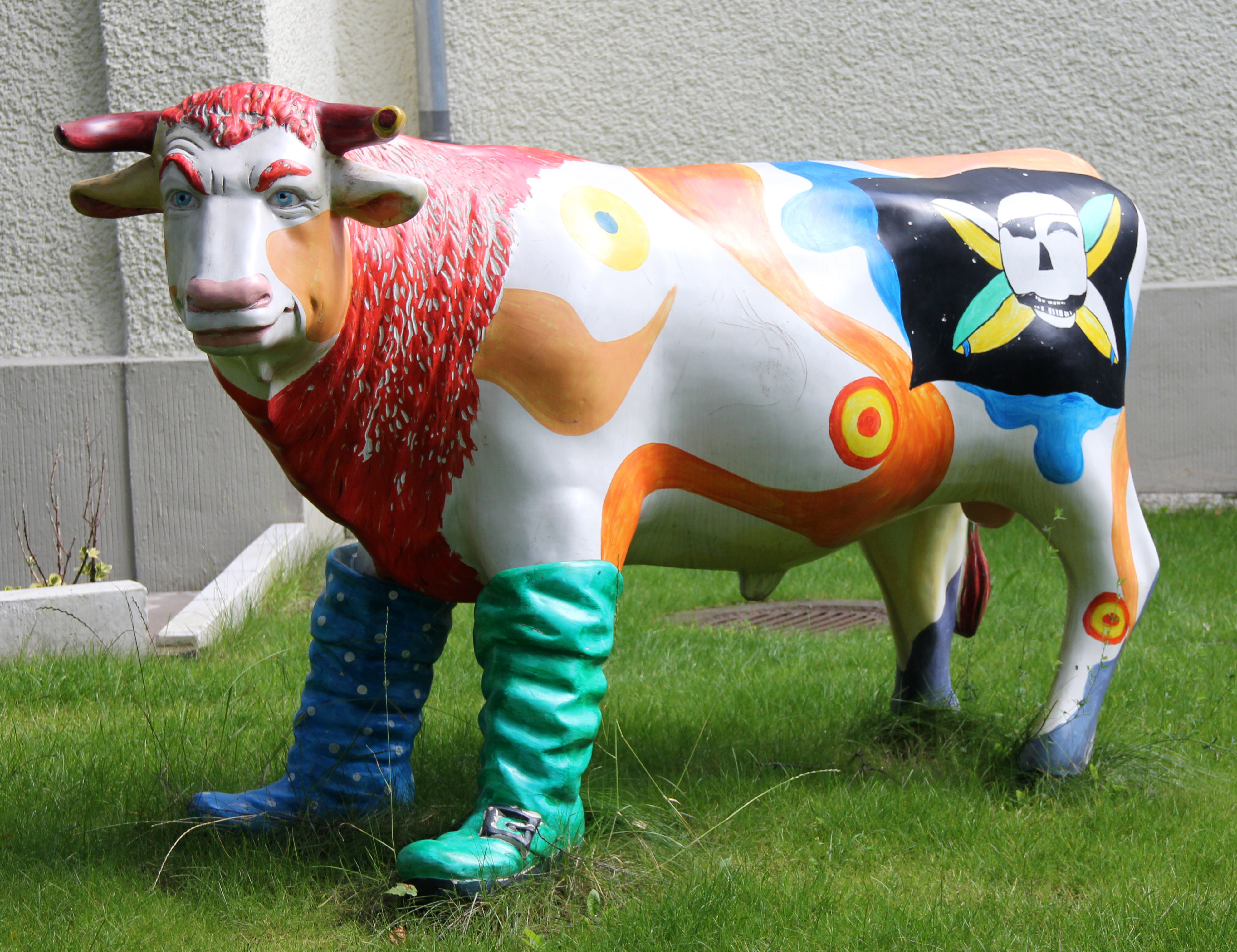
Heinz der Stier in Berlin-Steglitz

Hoenig gründete 2002 die Initiative Heinz der Stier für traumatisierte und sozial benachteiligte Kinder. 
Sie ist online nicht mehr zu finden.
Für dieses Engagement erhielt er 2005 von Kinderlachen einen Kind-Award. 2016 gründete er ein Unternehmen mit dem Namen „Heinz Hoenig-Schmiede UG“. Es wurde 2023 gelöscht.

### Privates
Heinz Hoenig heiratete 1988 die Schweizerin Simone Hoenig-Zimmerli, die er 1986 kennengelernt hatte. Die beiden bekamen eine Tochter (* 1988) und einen Sohn (* 1990). Am 25. März 2012 starb Hoenig-Zimmerli im Alter von 52 Jahren. Mit seiner zweiten, 33 Jahre jüngeren Ehefrau Annika Kärsten-Hoenig, die er 2012 kennenlernte und am 30. März 2019 heiratete, hat er zwei Söhne (* 2020, * 2022). Zudem brachte Kärsten-Hoenig eine Tochter mit in die Ehe. Er lebt in Blankenburg (Harz).
Im Dezember 2002 veröffentlichte Hoenig seine Autobiografie Meine Freiheit nehm ich mir: Erinnerungen an 50 wilde Jahre bei Bastei Lübbe unter der Mitwirkung des Journalisten Paul Barz. Das Werk erschien auch von ihm selbst eingesprochen als Hörkassette und als Audio-CD.
Nach Herzproblemen lag Hoenig zwischen Mai und September 2024 in einem Berliner Krankenhaus und befand sich zeitweise im künstlichen Koma. Da er zu diesem Zeitpunkt nicht krankenversichert war, sammelte seine Familie für ihn Spenden, um Kosten für medizinische Eingriffe und Behandlungen zu decken.

## Filmografie

### Kinofilme
- 1975: Unter dem Pflaster ist der Strand
- 1977: Heinrich
- 1978: Messer im Kopf
- 1979: Der Tote bin ich
- 1979: Das Ende des Regenbogens
- 1981: Das Boot
- 1981: Operation Leo
- 1982: Sei zärtlich, Pinguin
- 1982: Mamma
- 1983: Danni
- 1983: Die leichten Zeiten sind vorbei
- 1985: Der Formel Eins Film
- 1986: Killing Cars
- 1988: Ein Richter für Berlin
- 1988: Fifty-Fifty
- 1988: Die Stimme
- 1988: Die Katze
- 1989: Butterbrot
- 1990: Der achte Tag
- 1990: Eine Frau namens Harry
- 1990: Herzlich willkommen
- 1990: Abenteuer Airport
- 1991: Der Castillo Coup
- 1992: Die Spur führt ins Verderben
- 1992: Krücke
- 1992: Frohes Fest, Lucie
- 1993: Einer zahlt immer
- 1994: Die Sieger
- 1994: Polismördaren
- 1994: Honigmond
- 1995: Ex
- 1995: Nur aus Liebe
- 1996: Alles nur Tarnung
- 1997: Für immer und immer
- 1997: Back in Trouble
- 1998: Sylvia – Eine Klasse für sich
- 1998: Kai Rabe gegen die Vatikankiller
- 1998: Schuldig
- 1999: König der Diebe
- 2000: Zwei Leben meines Vaters
- 2004: 7 Zwerge – Männer allein im Wald
- 2005: Antikörper
- 2006: FC Venus – Angriff ist die beste Verteidigung
- 2006: 7 Zwerge – Der Wald ist nicht genug
- 2007: Yo
- 2007: Jump!
- 2008: The Last Blast
- 2009: Kopf oder Zahl
- 2010: Vater Morgana
- 2013: Banklady
- 2016: Radio Heimat

### Fernsehfilme
- 1977: Pfarrer in Kreuzberg
- 1978: Mord am Lietzensee
- 1978: Paul kommt zurück
- 1978: Bares Geld
- 1982: Die Barrikade
- 1983: Angst vor dem Leben
- 1985: Ami Go Home oder Der Fragebogen
- 1986: Der Drücker
- 1986: Dann ist nichts mehr wie vorher
- 1988: Stadtromanzen
- 1989: Tiger, Löwe, Panther
- 1989: Der Leibwächter
- 1991: Der Goldene Schnitt
- 1993: Der große Bellheim (Vierteiler)
- 1992: Die Angst wird bleiben
- 1993: Klippen des Todes
- 1993: Ich klage an
- 1994: Lemgo
- 1995: Inka Connection
- 1996: Sardsch
- 1996: Ausbruch
- 1996: Der Schattenmann (Fünfteiler)
- 1996: Die Nacht hat 17 Stunden
- 1997: Verdammtes Glück
- 1997: Konsalik Collection: Mayday – Flug in den Tod
- 1997: Kidnapping – Ein Vater schlägt zurück
- 1997: Ein todsicheres Ding
- 1998: Tödliche Schatten
- 1999: S.O.S. Barracuda: Der Tod spielt Roulette (Fernsehfilm)
- 1998: Der König von St. Pauli (Sechsteiler)
- 1998: Mein Kind muss leben
- 1999: Rendezvous mit dem Teufel
- 2001: Tödliches Rendezvous – Die Spur führt nach Palma
- 2001: Liebe und Verrat
- 2001: Nicht ohne dich
- 2002: Tödliches Rendezvous: Die Spur führt nach Palma
- 2002: Die Affäre Semmeling (Sechsteiler)
- 2002: Atlantic Affairs
- 2003: Ein himmlischer Freund
- 2003: Vera
- 2005: Urmel aus dem Eis
- 2005: Andersrum
- 2006: Rose unter Dornen (Zweiteiler)
- 2006: Papa und Mama
- 2007: Schuld oder Unschuld (Zweiteiler)
- 2009: Romy
- 2010: Gier
- 2010: Willkommen in Wien
- 2012: Russisch Roulette (Zweiteiler)
- 2012: Manche mögen’s glücklich
- 2012: Herbstkind
- 2016: Das singende, klingende Bäumchen
- 2017: Fluss des Lebens – Geboren am Ganges
- 2020: Meister des Todes 2

### Fernsehserien und -reihen
- 1976: Direktion City
- 1980: Tatort: Der Zeuge
- 1980: SOKO 5113 (Folge Rosis Brüder, Teil 1 + 2)
- 1982: Es muß nicht immer Mord sein (Folge Eine Nummer zu groß)
- 1982: St. Pauli-Landungsbrücken
- 1987: Die Krimistunde (Folge Zwangsläufig)
- 1988–1992: Der Fahnder (verschiedene Rollen, 2 Folgen)
- 1989: Eurocops (Folge Der Schwur)
- 1989: Reporter
- 1990–1992: Ein Fall für zwei (verschiedene Rollen, 2 Folgen)
- 1990: Tatort: Rendezvous
- 1991: Tatort: Blutwurstwalzer
- 1992: Unser Lehrer Doktor Specht (14 Folgen)
- 1992–1996: Die Männer vom K3 (verschiedene Rollen, 2 Folgen)
- 1992: Lilli Lottofee (3 Folgen)
- 1993: Kommissar Beck (Folge Der Polizistenmörder)
- 1993: Wolffs Revier (Folge Poker)
- 1993: Auf eigene Gefahr (Folge Muttergefühle)
- 1993: Tatort: Bauernopfer
- 1994: Faust (Folge Inkasso)
- 1995: A.S. – Gefahr ist sein Geschäft (Folge Auf eigene Faust)
- 1996: Die Drei (Folge Unschuldig)
- 1998–2001: Stan Becker (Vierteilige Filmreihe)
- 2000: Donna Leon – Vendetta
- 2002: Tatort: Reise ins Nichts
- 2005: Das Traumschiff: Vancouver
- 2006–2008: Der Arzt vom Wörthersee (4 Folgen)
- 2006: Die ProSieben Märchenstunde: Rotkäppchen – Wege zum Glück
- 2008: Das Traumschiff – Rio de Janeiro
- 2010: Das Traumhotel – Chiang Mai
- 2011: Mord in bester Gesellschaft: Die Lüge hinter der Wahrheit
- 2012: Der letzte Bulle (Folge Tod eines Schlachters)
- 2012: Das Traumschiff – Puerto Rico
- 2013: Das Traumschiff: Malaysia
- 2016: Das Traumschiff: Palau
- 2017: Alarm für Cobra 11 – Die Autobahnpolizei (Folge Road Trip)
- 2018: Die Spezialisten – Im Namen der Opfer (3 Folgen)
- 2018: Herr und Frau Bulle (Pilotfilm Tod im Kiez)
- 2019: Tatort: Maleficius
- 2019: The Masked Singer
- 2020: SOKO  Stuttgart (Folge Geisterjagd)
- 2020–2021: Verbotene Liebe – Next Generation (Fernsehserie)
- 2021: Herr und Frau Bulle (Folge Alles auf Tod)
- 2021: Großstadtrevier (Folge St. Pauli, 06:07 Uhr)
- 2021: Comedy Märchenstunde
- 2024: Ich bin ein Star – Holt mich hier raus!

## Theater (Auswahl)
- 2003–2004: Peter Maffay – Tabaluga und das verschenkte Glück (als Arktos, Live-Tour)
- 2012: Peter Maffay – Tabaluga und die Zeichen der Zeit (als Arktos, Live-Tour)
- 2013–2014: Theater des Westens – Gefährten (Inszenierung: Polly Findlay)
- 2015: Bad Hersfelder Festspiele – Die Komödie der Irrungen (Inszenierung: Dieter Wedel)
- 2016: Peter Maffay – Tabaluga es lebe die Freundschaft (als Arktos, Live-Tour)

## Diskografie
| Jahr | Titel Musiklabel     | Höchstplatzierung, Gesamtwochen, AuszeichnungChartplatzierungen (Jahr, Titel, Musiklabel, Platzierungen, Wochen, Auszeichnungen, Anmerkungen) | Höchstplatzierung, Gesamtwochen, AuszeichnungChartplatzierungen (Jahr, Titel, Musiklabel, Platzierungen, Wochen, Auszeichnungen, Anmerkungen) | Höchstplatzierung, Gesamtwochen, AuszeichnungChartplatzierungen (Jahr, Titel, Musiklabel, Platzierungen, Wochen, Auszeichnungen, Anmerkungen) | Anmerkungen                             |
| Jahr | Titel Musiklabel     | DE | AT | CH | Anmerkungen                             |
| ---- | -------------------- | --- | --- | --- | --------------------------------------- |
| 2001 | Familienbande Ariola | — | — | — | Erstveröffentlichung: 26. November 2001 |

## Autobiografie
- Heinz Hoenig, Paul Barz: Meine Freiheit nehm ich mir. Erinnerungen an 50 wilde Jahre. Lübbe, Bergisch Gladbach 2002, ISBN 3-7857-2104-8 (auch als Hörcassette und als Audio-CD).

## Auszeichnungen
- 1982: Deutscher Darstellerpreis in der Kategorie Nachwuchspreis
- 1992: Telestar für Die Angst wird bleiben
- 1993: Deutscher Filmpreis in der Kategorie Bester Darsteller für Krücke
- 1993: Goldener Gong für Einer zahlt immer
- 1996: Bayerischer Fernsehpreis für Der Schattenmann
- 1997: Adolf-Grimme-Preis für Der Schattenmann (zusammen mit Dieter Wedel und Stefan Kurt)
- 1998: Goldene Kamera für Der König von St. Pauli
- 1998: Bambi für Der König von St. Pauli
- 2002: Siegfried-Lowitz-Preis
- 2005: Kinderlachen-Preis